# Ben Chaplin
Ben Chaplin, narozený jako Benedict John Greenwood (* 31. července 1969 Windsor) je anglický herec.

## Mládí
Chaplin se narodil a vyrůstal ve Windsoru, v Berkshire, jako syn Cynthie (rozené Chaplinové), učitelky dramatu, a Petera Greenwooda, který byl stavebním inženýrem. Ben má dvě sestry, Sarah Greewood a Rachel Greenwood, a bratra Justina. Vzal si umělecké jméno podle rodného jména matky. Zapsal se na školu Princess Margaret Royal Free School. Ve věku sedmnácti let se poté zapsal do Guildhallské školy hudby a dramatu.

## Kariéra
Poté co dostudoval se přestěhoval do Londýna a připojil se k divadelní společnosti. Pracoval jako statistik pro London Transport Authority a jako úředník. Začal dostávat role v BBC dramatech a britských filmech. James Ivory a Ismail Merchant ho obsadili jako sluhu ve filmu Soumrak dne. Chaplin poprvé přišel ke své slávě pro výkon jako Matthew Malone v první řadě sitcomu Game On. Poté, co opustil seriály, začal hrát ve filmech, např. Proč kočka není pes?, Tenká červená linie, Vrozec pro vraždu, The touch s Michelle Yeoh, Nevěsta přes internet a Dorian Gray (2009) jako umělec Basil Hallward. Chaplin získal nominaci Olivier Award za nejlepší vedlejší roli ve hře Skleněný zvěřinec, a nominaci Tony Award za nejlepší mužský výkon v The Retreat from Moscow. Jeho poslední divadelní vystoupení byla This Is How It Goes v Donmar Warehouse v roce 2005, Reportér v National Theatre v roce 2007 a Rozloučení s divadlem v Hampstead Theatre v roce 2012. Objevil se v Dates na Channel 4 v roce 2013 (kde sdílí příjmení Oony Chaplin, vnučky Charlese Chaplina, ale Ben z Chaplinovy rodiny není).

## Osobní život
V roce 1995 navázal vztah s  americkou herečkou Embeth Davidtz, kterou potkal během natáčení filmu Osudný červenec. Rozešli se v roce 2000.

## Filmografie

### Film
| Rok  | Název                 | Role                                     |
| ---- | --------------------- | ---------------------------------------- |
| 1993 | Soumrak dne           | Charlie                                  |
| 1995 | Osudný červenec       | Con Wainwright                           |
| 1996 | Proč kočka není pes?  | Brian                                    |
| 1997 | Washingtonovo náměstí | Morris Townsend                          |
| 1998 | Tenká červená linie   | Jack Bell                                |
| 2000 | Ďábel přichází        | Peter Kelson                             |
| 2001 | Nevěsta přes internet | John Buckingham                          |
| 2002 | Vzorec pro vraždu     | Sam Kennedy                              |
| 2004 | Krása na scéně        | George Villiers, 2. vévoda z Buckinghamu |
| 2005 | Nový svět             | Robinson                                 |
| 2005 | Chromofobie           | Trent                                    |
| 2006 | Dva týdny             | Keith Bergman                            |
| 2007 | Já a moje příšera     | Lewis Mowbray                            |
| 2008 | Já a Orson Welles     | George Coulouris                         |
| 2009 | Dorian Gray           | Basil Hallward                           |
| 2010 | Londýnský gangster    | Billy Norton                             |
| 2011 | Twixt                 | Edgar Allan Poe                          |
| 2014 | Válečný manuál        | Gary                                     |
| 2015 | Popelka               | otec Elly                                |
| 2016 | Legenda o Tarzanovi   | kapitán Moulle                           |
| 2016 | Snowden               | Robert Tibbo                             |
| 2021 | Vykopávky             | Stuart Piggott                           |
| 2024 | Mnichov 1972          | Marvin Bader                             |

### Televize
| Rok       | Název                      | Role                   | Poznámky    |
| --------- | -------------------------- | ---------------------- | ----------- |
| 2012      | Na věky věků               | Thomas Langley         | minisérie   |
| 2013      | Poklad kapitána Černovouse | Mohune                 | TV film     |
| 2013      | Naše noviny slouží dvakrát | Frederick John Roberts | TV film     |
| 2015–2016 | Ničemové                   | Joel                   | 10 dílů     |
| 2021–2023 | Viktoriánky                | Frank Mundi            | hlavní role |
| 2023      | Paní Davisová              | Arthur Schrödinger     | 3 díly      |